# Al-Farraʼ
 (juillet 2024).
Le contenu est difficilement compréhensible vu les erreurs de traduction, qui sont peut-être dues à l'utilisation d'un logiciel de traduction automatique.
 (janvier 2022).
La mise en forme du texte ne suit pas les recommandations de Wikipédia : il faut le « wikifier ».
Les points d'amélioration suivants sont les cas les plus fréquents. Le détail des points à revoir est peut-être précisé sur la page de discussion.
- Les titres sont pré-formatés par le logiciel. Ils ne sont ni en capitales, ni en gras.
- Le texte ne doit pas être écrit en capitales (les noms de famille non plus), ni en gras, ni en italique, ni en « petit »…
- Le gras n'est utilisé que pour surligner le titre de l'article dans l'introduction, une seule fois.
- L'italique est rarement utilisé : mots en langue étrangère, titres d'œuvres, noms de bateaux, etc.
- Les citations ne sont pas en italique mais en corps de texte normal. Elles sont entourées par des guillemets français : « et ».
- Les listes à puces sont à éviter, des paragraphes rédigés étant largement préférés. Les tableaux sont à réserver à la présentation de données structurées (résultats, etc.).
- Les appels de note de bas de page (petits chiffres en exposant, introduits par l'outil «  Source ») sont à placer entre la fin de phrase et le point final[comme ça].
- Les liens internes (vers d'autres articles de Wikipédia) sont à choisir avec parcimonie. Créez des liens vers des articles approfondissant le sujet. Les termes génériques sans rapport avec le sujet sont à éviter, ainsi que les répétitions de liens vers un même terme.
- Les liens externes sont à placer uniquement dans une section « Liens externes », à la fin de l'article. Ces liens sont à choisir avec parcimonie suivant les règles définies. Si un lien sert de source à l'article, son insertion dans le texte est à faire par les notes de bas de page.
- La présentation des références doit suivre les conventions bibliographiques. Il est recommandé d'utiliser les modèles {{Ouvrage}}, {{Chapitre}}, {{Article}}, {{Lien web}} et/ou {{Bibliographie}}. Le mode d'édition visuel peut mettre en forme automatiquement les références.
- Insérer une infobox (cadre d'informations à droite) n'est pas obligatoire pour parachever la mise en page.

Pour une aide détaillée, merci de consulter Aide:Wikification.
Si vous pensez que ces points ont été résolus, vous pouvez retirer ce bandeau et améliorer la mise en forme d'un autre article.
Abū Zakarīyāʼ Yaḥyā ibn Ziyād ibn ʽAbd Allāh ibn Manṣūr al-Daylamī al-Farrāʼ. (أبو زكريا يحيى بن زياد بن عبد الله بن منصور الدَّيْلميّ الفراء)
Al-Farraʼ (الفراء) ou encore Abū Zakarīyā ʼ Yaḥyā Ibn Ziyād Ibn ʽ Abd Allāh Ibn Manṣūr al-Daylamī al-Farrāʼ (أبو زكريا يحيى بن زياد بن عبد الله بن منصور الدَّيْلميّ الفراء), né en 761 à Koufa et mort entre 830 et 837, est un érudit Daylamite et le principal élève d' al-Kisā'ī (الكساءى).
Il est le plus brillant des érudits kūfan[à vérifier]. Muhammad ibn Al-Jahm cite Ibn al-Quṭrub que c'est l'éloquence mélodique d'al-Farrā et sa connaissance de l'arabe pur parlé des Bédouins et de leurs expressions qui lui ont valu une faveur particulière à la cour de Hārūn al-Rashīd. Il meurt sur le chemin de La Mecque, âgé d'environ soixante ou soixante-sept ans, entre 830 et 837.

## Biographie
Abū Zakarīyah ibn Ziyād al-Farrā' est né à al-Kūfah dans une famille d'origine iranienne Daylamī. Il était un mawla (client ou apprenti) des Banū Minqar (بنى مِنْقَر), bien que Salamah ibn 'Āṣim ait dit qu'il s'appelait al-'Absī (العبسى), c'est-à-dire des Banū Abs. Abū 'Abd Allāh ibn Muqlah ( ابى عبد الله ابن مقلة ) prétendit qu'Al-Yūsufī appelait Yaḥyā ibn Ziyād ibn Qāwī-Bakht ibn Dāwar ibn Kūdanār,. Les principaux détails de sa vie proviennent de Tha'lab ( ابوالعباس ثعلب ) qui cite Aḥmad ibn Yaḥyā disant : « Si l'expression gâche le sens ce ne sont pas les mots des Arabes bédouins, ou 'purs'. Mais al-Farrā' le dit correctement car il a basé l'arabe et la grammaire sur la langue parlée des Arabes. Il (al-Farrā) a dit : Quand l'expression s'accorde avec sa signification, l'expression est correcte. Sībawayh se trompe parce que son travail étymologique n'est pas fondé sur les expressions des « Arabes du désert » (Bédouins) et ignore leur langue orale et leurs poèmes, mais s'appuie plutôt sur les poèmes des Arabes urbains et des pharaons et applique l'expression au sens ». On disait qu'Al-Farrā 'était appelé Farrā' parce qu'il était «libre de parler».
Il connut les grammairiens d'al-Kūfah après l'époque d'al-Kisā'ī, qu'il adopta. Les Kūfans ont affirmé qu'il avait beaucoup emprunté à Yūnus ibn Habīb mais cela a été nié par les Baṣrans. Il aimait parler et pourtant il était réservé et pieux. Il était un adepte zélé de Sībawayh, écrivant sous sa direction. Dans son Al-Hudud, il a utilisé une terminologie philosophique.
Tha'lab raconte qu'al-Farrā était un ami de 'Umar ibn Bukayr (عمر بن بكير), le précepteur du vizir du calife Al-Ma'mūn, qui s'appelait Āmir al-Ḥasan ibn Sahl (الحسن بن سهل). Al-Farrā enseignait dans la mosquée à côté de sa maison. Umar l'a approché pour obtenir des conseils exégétiques sur l'enseignement des études coraniques au vizir, et ainsi al-Farrā' a dicté le livre Ma'ānī aI-Qur'ān pour que ses étudiants le copient. A la demande du calife al-Ma'mun il dicta son Kitāb al-Ḥudūd (كتاب الحدود), 'Classifications' (en poésie et grammaire), comme un projet pour instruire les étudiants d'al-Kisā'ī. Au cours de la période de seize ans qu'il a fallu pour terminer, un lecteur muezzin a lu pendant qu'al-Farrā' expliquait tout le Coran. Il a continué à dicter longtemps après que la plupart des étudiants aient perdu tout intérêt et qu'il n'en restait que deux instruction sans recours à un manuel était une bonne preuve de mémoire et la marque d'un grand érudit. Tha'lab tient à dire qu'al-Farrā' n'a été vu qu'une seule fois avec un livre et que c'était sa dictée d'un manuscrit du chapitre 'Mulāzim'. Un voisin d'Al-Farrā, nommé al-Wāqidī (الواقدى), a fait remarquer l'utilisation particulière des termes philosophiques par al-Farrā dans ses dictées littéraires. Al-Farrā' a vécu la majeure partie de sa vie à Bagdad et était très frugal, et même la faim ne le concernait pas. Il passait quarante jours par an à al-Kūfah, sa ville natale, et distribuait la plupart des revenus considérables de son enseignement à son peuple.
Son père Ziad a eu la main coupée dans la guerre avec Abī Tharwan et Abū Tharwan le mawla des Banū Abs. Ibn al-Nadīm répertorie les associés d'Al-Farrā comme Ibn Qādim, et Salamah ibn Āṣim, qui était avec lui dans sa dernière maladie, quand son esprit était parti. Ceux qui l'ont cité répertoriés par Suyūṭī étaient; Qais ibn al-Rabī, Mandal ibn 'Alī al-Kisā'ī, Salamah ibn Āṣim et Muḥammad ibn Jahm al-Samari, qui ont transmis ses livres.
Salamah ibn Āṣim a dit que c'était al-Ṭuwāl ( الطوال ) qui a conservé sa seule poésie existante dans certains versets cités par Abū Ḥanīfah al-Dīnawarī ( ابو حنيفة الدونورى ):
« 
Oh, governor over a jarīb of land, with nine doorkeepers, 
Seated in the midst of a ruin, in which he is served by a doorkeeper,
Never before have we heard of the doorkeeper of a ruin;
Eyes shall not disclose me to you at a door,
For one like me does not endure the repulse of doorkeepers.|source=Nadīm (al-), 1970
 »

## Travaux
- Al-'a'rāb fī Aswal al-'Arabīya ( حدّ الاعراب في اصول العربيّة ) "Les Arabes, sur les racines arabes" ;
- Al-Naṣb al-Mutwallad min al-Fa'al ( حدّ النصب المتولّد من الفعل ) 'Al-Naṣb [forme de relation] Dérivé du Verbe';
- Al-Ma'rifat wa-l-Nakira ( حدّ المعرفة والنكرة ) "Le défini et l'indéfini" ;
- Min wa-Rubb ( حدّ من ورب ) « De » et « Peut-être » »[n 7] ;
- Al-'Adad ( حدّ العدد ) 'Nombres';
- Mulāzamah wa-Ḥall ( حدّ ملازمة وحل ) 'Invariable et Variable' ; [n 8]
- 'Al-'Imād ( حدّ العماد ) "Pronom entre sujet et prédicat" ;
- Al-fi'l al-Wāqi' ( حدّ الفعل الواقع ) 'Le Verbe Transitif';
- Inna wa 'Akhwatuha ( حدّ ان وأخواتها ) '"Inna" [une particule] et sa particule sœur' ;
- Kay wa-Kay-la ( حدّ كى وكيلا ) « 'Pour que' et 'De peur' » ;
- Ḥattā ( حدّ حتى ) « 'Jusqu'à', 'Alors que' » ;
- Al-Ighra' ( حدّ الاغراء ) "Incitation" ;
- Al-Du'â' ( حدّ الدعاء ) 'Appeler, S'adresser [comme dans la prière]';
- Al-Nūnīn al-shadīdat wa-l-Khafīfa ( حدّ النونين الشديدة والخفيفة ) 'Les deux formes de Nūn (N), lourd et léger ; [n 9]
- Al-Istifham ( حدّ الاستفهام ) "Interrogatoire" ;
- Al-Jaza' ( حدّ الجزاء ) "Division" ;
- Al-Jawab ( حدّ الجواب ) 'La réponse';
- Alladhi, Homme, wa-Mā ( حدّ الذى ومن وما ) « Qui », « Qui ? » et « Quoi » » ;
- Rubb wa-Kam ( حدّ ربّ وكم ) 'Peut-être' et 'Combien ?' ;
- Al-Qasam ( حدّ القسم ) 'Le serment';
- Tanawīya wa-l-muthannā ( حدّ الثنوية والمثنى ) "Double et double" ; [n 10]
- Al-Nida' ( حد النداء ) 'L'Appel' (Proclamation).
- Al-Noudba ( حدّ الندبة ) "L'élégie" ;
- Al-Tarkhim ( حدّ الترخيم ) 'Suppression de la dernière lettre d'un nom' ;
- An al-Maftūḥa ( حدّ ان المفتوحة ) 'An ('Cela') orthographié avec Alif (ouvert)'
- Idh, Idhā et Idhan ( حدّ اذ واذَا واذًا ) 'formes de 'si'' ;
- Ma lam yasm fā'ilhu ( حدّ ما لم يسمّ فاعله ) "Ce qui ne mentionne pas son sujet" ;
- Loi ( لو ) '"Si", ou "Nonobstant", dans Construction et Séparé" ; [n 11]
- Al-Ḥikāya ( حدّ الحكاية ) "Récit" ;
- Al-Taṣghīr ( حدّ التصغير ) "Faire le Diminutif" ;
- Al-Tathniah ( حدّ التثنية ) "Former le duel" ; [n 12]
- Al-Huja' ( حدّ الهجاء ) 'Orthographe';
- Raja' al-Dhikar ( حدّ راجع الذكر ) 'Renvoyer' ;
- Al-Fa'al al-Rabā'ī ( حدّ الفعل الرباعى ) 'Verbe à quatre consonnes' ;
- Al-Fa'al al-Thalathi ( حدّ الفعل الثلاثى ) 'Verbe à trois consonnes' ;
- Al-Mu'rab min Makānīn ( حدّ المعرب من مكانين ) 'Un mot décliné de deux endroits ; [n 13]
- Al-Adghām ( حدّ الادغام ) "Faire une double lettre (Incorporation ensemble)" ;
- Al-Hamza ( حدّ الهمز ) 'Marquer avec un Ḥamzah';
- Al-Ibniya ( حدّ الابنية ) "Structures" ;
- Al-Juma' ( حدّ الجمع ) 'Le pluriel';
- Al-Maqsūr wa-al-Mamdūd ( حدّ المقصور والممدود ) "Le raccourci et le allongé" ;
- Al-Mudhakar wa al-Mu'anith ( حدّ المدكر والمؤنث ) 'Masculin et féminin';
- Fa'ala wa-Af'ala' ( حدّ فعل وافعل ) Verbes et formes verbales ;
- Al-Nuhi ( حدّ النهى ) "L'interdiction" ;
- Al-Ibtidā' wa-al-Qaṭa' ( حدّ الابتداء والقطع ) 'Arrêt et démarrage' ;
- Mā Yajrā wa-ma lā Yajrā ( حدّ ما يجرى وما لايجرى ) 'Quel [formulaire] est actuel et qu'est-ce qui ne l'est pas.' [n 14]

## Remarques
1. ↑  Abū al-Ṭayyib Muḥammad ibn ‘Abd Allāh al-Yūsufī (اليوسفى يحيى بن زياد بن قوابخت) (fl. late C9th), scholar.
2. ↑  These Persian names are likely loose Arab transliterations. Cf Suyūṭī, Bughyat, p. 411.
3. ↑  ‘Mulāzim’; probably chapter six of Kitāb Al-Ḥudūd.
4. ↑  Abū Ja‘far Muḥammad ibn Qādim tutored Al-Mu'tazz as a boy, who disliked him for his disciplinarian teaching style, so when Al-Mu'tazz became caliph in 866 (251 AH) Abū Ja‘far fled into exile. Ibn Qādim had a good grasp of ‘ilal, (causes, or defects). He wrote books titled ‘Sufficiency' about grammar, ‘The Strange in the Ḥadīth’ and ‘Abridgment of Grammar.’
5. ↑  jarīb, an area equal to 144sq. yards.
6. ↑  ḥājib  (pl., ḥujjāb), either ‘doorkeepers’ or ‘chamberlain.’ Cf. the free translation in Khallikān, IV, 67.
7. ↑  Beatty MS unclear.
8. ↑  Flügel gives a legal term mulāzamat rajl (حدّ ملازمة رجل), which seems improbable. Beatty MS unclear, perhaps mulāzamah wa-ḥall, translatable as "invariable and free to change.”
9. ↑  Beatty MS omits “and light."
10. ↑  “Double" unclear in Beatty MS.
11. ↑  Omitted in Flügel, unclear in Beatty MS.
12. ↑  Beatty MS gives (حدّ النصبة) ‘Al-Nisbah’ ‘Relationship’.
13. ↑  Either mu‘rab, or mu‘arrab, probably “declined", perhaps “Arabicized.”
14. ↑  Note for “current”; yajzā, ‘substitution’ in Flügel; yajrā, ‘in use,’ Beatty MS.